# Jaap Speyer
Jaap Speyer (* 29. November 1891 in Amsterdam; † 17. September 1952 ebenda) war ein niederländischer Filmregisseur.

## Leben
Speyer studierte Kunstgeschichte in Amsterdam und knüpfte noch vor dem Ersten Weltkrieg Kontakte zum Theater. Während des Krieges brachten ihn Hamburger Schauspieler mit dem Film in Verbindung. 1917 zog er nach Berlin, wo er noch im selben Jahr seinen ersten Film Wenn Frauen lieben und hassen drehte.
Es schlossen sich zahlreiche Streifen eher heiterer Natur an, aber auch einige dramatische Stoffe, die sich wiederholt mit dem Thema Mädchenhandel auseinandersetzten. Nach der „Machtergreifung“ der Nationalsozialisten verließ der von diesen als „Volljude“ klassifizierte Speyer das Deutsche Reich und kehrte in die Niederlande zurück.
Dort inszenierte er mit Die drei Matrosen den ersten niederländischen Tonfilm, der großen Erfolg hatte. Vor der Besetzung seiner Heimat durch die deutsche Wehrmacht im Zweiten Weltkrieg floh er nach Westneuguinea im damaligen Niederländisch-Indien. Vor den Japanern wich er nach Australien aus, wo er 1945/46 als Filmoffizier mit der Herstellung militärischer Trainingsfilme betraut war.
Danach kehrte er in seine Heimat zurück. Mit Ein Königreich für ein Haus drehte er den ersten niederländischen Film, der im Nachkriegsdeutschland aufgeführt wurde. Er war mit der Schauspielerin Mia Pankau (1891–1974) verheiratet, die in vielen seiner Filme mitwirkte.

## Filmografie
| - 1917: Wenn Frauen lieben und hassen - 1918: Der Teilhaber - 1918: Ein Flammentraum - 1918: Das gestohlene Hotel - 1918: Ein nächtliches Ereignis - 1919: Heddas Rache - 1919: Der gelbe Schatten - 1919: Colombine - 1919: Lilli und Lillis Ehe - 1919: Gefolterte Herzen (zwei Teile) - 1919: Das Recht der freien Liebe - 1920: Das eherne Gesetz - 1920: Entblätterte Blüten - 1920: Um den Bruchteil einer Sekunde - 1921: Die rote Nacht – Vera-Filmwerke - 1922: Strandgut der Leidenschaft - 1922: Das blonde Verhängnis - 1923: Der allmächtige Dollar - 1923: Jimmy, ein Schicksal von Mensch und Tier - 1923: Der Frauenkönig - 1925: Die Moral der Gasse - 1925: Elegantes Pack - 1925: Die Puppe vom Lunapark - 1925: Die Blumenfrau vom Potsdamer Platz | - 1926: Die drei Mannequins - 1927: Bigamie - 1927: Valencia, du Schönste aller Rosen - 1927: Hotelratten - 1927: Liebeshandel - 1927: Mädchenhandel – Eine internationale Gefahr - 1928: G’schichten aus dem Wienerwald - 1928: Hell in Frauensee - 1928: Fräulein Chauffeur - 1928: Die Sache mit Schorrsiegel - 1929: Jennys Bummel durch die Männer - 1929: Ein kleiner Vorschuß auf die Seligkeit - 1930: Tingel-Tangel - 1930: Zapfenstreich am Rhein - 1931: Moritz macht sein Glück - 1931: Tänzerinnen für Süd-Amerika gesucht - 1933: Kampf um Blond - 1934: Malle gevallen - 1934: Die drei Matrosen (De jantjes) (& Co-Drehbuch) - 1935: De familie van mijn vrouw - 1936: Op een avond in mei - 1936: Kermisgasten - 1937: Die Geißel der Menschheit - 1949: Ein Königreich für ein Haus (Een Koninkrijk voor een huis) (& Co-Drehbuch) |